# Australische Badmintonmeisterschaft 1974
Die Australische Badmintonmeisterschaft 1974 fand vom 1. bis zum 5. September 1974 in Brisbane im Rahmen des zweiwöchigen australischen Badminton-Carnivals statt.

## Sieger und Platzierte
| Disziplin    | Gold                         | Silber                     | Bronze                         |
| ------------ | ---------------------------- | -------------------------- | ------------------------------ |
| Herreneinzel | Peter Cooper                 | Colin Criddle              | S. Anderson                    |
| Herreneinzel | Peter Cooper                 | Colin Criddle              | Cuthbert Berenger              |
| Dameneinzel  | Joan Jones                   | Judy Nyirati               | Kay Terry                      |
| Dameneinzel  | Joan Jones                   | Judy Nyirati               | Linda Cory                     |
| Herrendoppel | Peter Cooper Colin Criddle   | David Hoppen John Clancy   | George Robotham E. Donnachie   |
| Herrendoppel | Peter Cooper Colin Criddle   | David Hoppen John Clancy   | W. B. Morris Cuthbert Berenger |
| Damendoppel  | Beverley Hite Pauline Munday | Linda Cory Geraldine Brown | Joan Jones Judy Nyirati        |
| Damendoppel  | Beverley Hite Pauline Munday | Linda Cory Geraldine Brown | Jan Irwin Sue Oates            |
| Mixed        | Peter Cooper Joan Kennington | John Clancy Joan Jones     | C. Wiseman Sue Oates           |
| Mixed        | Peter Cooper Joan Kennington | John Clancy Joan Jones     | David Hoppen Judy Nyirati      |